# Maureen Anderman
Maureen Anderman (Detroit, 26 ottobre 1946) è un'attrice statunitense, attiva in campo teatrale, televisivo e cinematografico.

## Biografia
Attiva prevalentemente a Broadway, Maureen Anderman si è affermana nel corso degli anni settanta e ottanta come apprezzata interprete shakespeariana e dell'opera di Edward Albee, mentre dagli anni 2000 ha lavorato spesso come sostituta delle star in produzioni di alto profilo in scena a New York. Ha fatto il suo debutto a Broadway nel 1970 interpretando Bianca in un allestimento di Otello con Moses Gunn nel ruolo del Moro e due anni dopo vinse il Theatre World Award per la sua performance nel ruolo di Ruth nella pièce Moonchild, sempre a Broadway. Nel 1975 cominciò il proficuo sodalizio artistico con Albee quando fu scelta per il cast della produzione originale di Marina a Broadway: il dramma, che vinse il Premio Pulitzer per la drammaturgia, annoverava nel cast anche Deborah Kerr e Frank Langella. Per la sua performance fu candidata al Drama Desk Award alla migliore attrice.
Sempre nel 1975 recitò nell'Amleto, interpretando Ofelia accanto al principe di Danimarca di Sam Waterston. Due anni dopo fu diretta dallo stesso Albee nel primo revival di Broadway del suo capolavoro Chi ha paura di Virginia Woolf?, mentre nel 1980 interpretò Carol nella prima assoluta di The Lady from Dubuque, per cui venne candidata al Tony Award alla miglior attrice non protagonista in un'opera teatrale. Sull'onda del successo dell'opera di Albee, fu scelta per interpretare il celebre ruolo di Lady Macbeth a Broadway nel 1980, a cui seguirono altre apprezzate interpretazioni in opere come You Can't Take It with You (1983) e Benefactors (1985). Dopo alcune apparizioni televisive negli anni 90, la Anderman tornò a Broadway dopo un'assenza di ventun anni come sostituta di Vanessa Redgrave nel monologo The Year of Magical Thinking (2007); tre anni dopo fu nuovamente la sostituta della Redgrave nel revival di Broadway di A spasso con Daisy. Negli anni successivi, Maureen Anderman recitò ancora a Broadway come sostituta di celebri attrici del calibro di Mia Farrow e Carol Burnett (Love Letters, 2014), Glenda Jackson (Tre donne alte, 2018) e Joan Allen (The Waverly Gallery, 2019).

## Filmografia parziale

### Cinema
- La seduzione del potere (The Seduction of Joe Tynan), regia di Jerry Schatzberg (1979)

### Televisione
- The Adams Chronicles – miniserie TV, 2 puntate (1976)
- Kojak – serie TV, 1 episodio (1976)
- Mike Andros – serie TV, 1 episodio (1977)
- Great Performances – serie TV, 2 episodi (1978-1984)
- Aspettando il domani (Search for Tomorrow) – soap opera, 1 puntata (1981)
- Mary Benjamin (Nurse) – serie TV, 1 episodio (1982)
- A cuore aperto (St. Elsewhere) – serie TV, 1 episodio (1983)
- Un giustiziere a New York (The Equalizer) – serie TV, 8 episodi (1985-1989)
- ABC Afterschool Specials – serie TV, 1 episodio (1986)
- Così gira il mondo (As the World Turns) – soap opera, 2 puntate (1986)
- Law & Order - I due volti della giustizia (Law & Order) – serie TV, 2 episodi (1992-1996)
- Una vita da vivere (One Life to Live) – soap opera, 1 puntata (1995)
- Homicide – serie TV, 1 episodio (1997)
- Law & Order: Criminal Intent – serie TV, 1 episodio (2003)